# Józef Konstanty Karśnicki
Józef Konstanty Karśnicki (ur. 10 marca 1878 w Krzemieńczuku, zm. ?) – inżynier, urzędnik państwowy i działacz gospodarczy, przewodniczący ZHP (1926–1927).

## Życiorys
Urodził się 10 marca 1878 w Krzemieńczuku, w rodzinie Józefa i Jadwigi z Nagrodzkich. Ukończył szkołę realną w Krzemieńczuku, absolwent Instytutu Technologicznego w Charkowie. Współwłaściciel biura technicznego i zakładu produkcyjnego w Charkowie. W tym okresie prowadził działalność na rzecz miejscowych Polaków - był założycielem i prezesem Domu Polskiego, Polskiej Macierzy Szkolnej i Polskiego Towarzystwa Pomocy Ofiarom Wojny; był delegatem do Rady Zjazdu Organizacji Polskich w Moskwie. Po nastaniu II RP, w 1919 podjął pracę w Głównym Urzędzie Likwidacyjnym w Warszawie, w którym pełnił m.in. funkcję jego prezesa (do likwidacji GUL w 1928). Jednocześnie był prezesem Delegacji Polskiej w Mieszanej Komisji Rozrachunkowej (1921–1924), oraz wiceministrem skarbu (1925–1926). Następnie powrócił do sektora prywatnego, piastując m.in. funkcje dyr. zarządu spółek Bracia Jabłkowscy (1928–) oraz B. Herse, członka zarządów spółek H. Meyer (1938–), Droga i Drogi Bitumiczne. Pełnił funkcję przewodniczącego ZHP (1926–1927), był sędzią handlowym Sądu Okręgowego w Warszawie (1929–1932).